# Suore della Provvidenza (Gap)
Le Suore della Provvidenza (in francese Sœurs de la Providence de Gap) sono un istituto religioso femminile di diritto pontificio: le suore di questa congregazione pospongono al loro nome la sigla S.P.G.

## Storia
La congregazione deriva da quella della Provvidenza, fondata nel 1762 da Jean-Martin Moyë. Nel 1823 le suore di Portieux aprirono una scuola nelle Alpi, dove trovarono molte donne desiderose di abbracciare la vita religiosa nell'istituto: a causa della distanza della casa-madre, fu aperto un noviziato a Saint-Bonnet-en-Champsaur, poi trasferito a Vitrolles.
Nicolas-Augustin de la Croix d'Azolette, vescovo di Gap, desiderando avere religiose insegnanti nella sua diocesi, fece stabilire la casa di noviziato nella sua città e il 5 giugno 1838 rese l'istituto autonomo dalla casa-madre di Portieux.
Le leggi anticongregazioniste francesi causarono la chiusura di molte case in patria e spinsero le suore a fondare filiali all'estero: nel 1902 in Piemonte; nel 1903 in Spagna e in Messico, da dove le religiose raggiunsero anche El Salvador e Cuba; nel 1904 in Spagna e Inghilterra.
L'istituto ricevette il pontificio decreto di lode il 23 febbraio 1855 e le sue costituzioni vennero approvate definitivamente dalla Santa Sede il 2 marzo 1937.

## Attività e diffusione
Le Suore della Provvidenza si dedicano all'istruzione e all'educazione cristiana della gioventù, all'assistenza agli ammalati, anche a domicilio, e alle opere parrocchiali.
Sono presenti in Europa  (Spagna, Italia, Francia), nelle Americhe (Bolivia, Brasile, Messico), in Benin e in India: la sede generalizia è a Gap.
Alla fine del 2008 l'istituto contava 668 religiose in 123 case.